# Pylopagurus discoidalis
Pylopagurus discoidalis är en kräftdjursart som först beskrevs av Alphonse Milne-Edwards 1880.  Pylopagurus discoidalis ingår i släktet Pylopagurus och familjen eremitkräftor. Inga underarter finns listade i Catalogue of Life.